# Classe Danae
Pour les autres classes de navires du même nom, voir Classe D.
La classe Danae (ou classe D) est une classe de huit croiseurs légers de la Royal Navy construite à la fin de la Première Guerre mondiale et encore en service à la Seconde Guerre mondiale.

## Conception
Cette classe a été conçue par rapport à la conception de la classe C précédente, mais ont été allongés de 20 pieds (6 m) pour permettre un sixième canon de 6 pouces (152 mm) entre le pont et la cheminée avant. Cela a donné un arrangement 'A', 'B', 'P', 'Q', 'X', 'Y'. De plus, les tubes lance-torpilles jumeaux de la classe C ont été remplacés par des triples, donnant au Danae un total de douze tubes, l'armement lance-torpilles le plus lourd pour un croiseur de l'époque. La machinerie et la disposition générale étaient par ailleurs les mêmes que celles du croiseur Ceres de classe C. Cependant les Danae, Dauntless et Dragon ont été commandés avant le Capetown, et n'ont donc pas intégré la conception améliorée de la proue de ce dernier; la classe C était  très  mouillée vers l'avant alors que le Capetown a été amélioré vers l'avant avec une "proue de chalutier". Le succès de l'étrave fut tel qu'il fut incorporé dans tous les croiseurs britanniques ultérieurs (à l'exception du Birmingham de 1935 qui fut achevé sans). Le Despatch et le Diomede ont vu leur largeur augmentée de ½ pied pour augmenter la stabilité, le Dragon et le Dauntless ont été complétées par un hangar pour un hydravion intégré dans le pont, la plate-forme d'envol étant sur le dessus. les Delhi, Dunedin, Durban, Despatch et Diomede ont été équipés de plate-forme de décollage pour un avion à roues à l'arrière. le Despatch et le Diomede étaient complétées par des canons de 4 pouces anti-aériens, et des canons de 12 livres. Le  Diomède  avait le canon 'A' dans un boîtier étanche CP Mark XVI, un développement encourageant pour les équipages de canons jusqu'alors exposés aux pires éléments sur le gaillard avant.
Entre les deux guerres, l'armement anti-aérien a été renforcé par l'ajout de trois canons de 102 mm et d'un complément de deux canons automatiques de 40 mm en passerelle.
Pour la Seconde Guerre mondiale, les vieux canons de 40 mm seront remplacés par 6 ou 8 canons de 20 mm Oerlikon ou Bofors 40 mm. Des radars de différents types furent aussi installés ainsi que des grenades anti-sous-marines.

## Unités
| N° Coque | Nom       | Chantier                                                                    | Lancement         | Service effectif  | Fin de service | Photo |
| -------- | --------- | --------------------------------------------------------------------------- | ----------------- | ----------------- | --- | ----- |
| D44      | Danae     | Armstrong Whitworth Newcastle upon Tyne                                     | 26 janvier 1918   | 22 juillet 1918   | 4 octobre 1944-Transfert à la marine polonaise sous le nom d'ORP Conrad 27 mars 1946-démantèlement                                                                     |       |
| D45      | Dauntless | Palmers Shipbuilding and Iron Company Jarrow                                | 10 avril 1918     | 22 novembre 1918  | avril 1946-vendu pour la ferraille |       |
| D46      | Dragon    | Scotts Shipbuilding and Engineering Company Greenock                        | 29 décembre 1917  | 16 août 1918      | 15 janvier 1943-Transfert à la marine polonaise sous le nom d'ORP Dragon 7 juillet 1943-endommagé puis sabordé le 20 juillet 1944 pour brise-lames près de Courseulles |       |
| D47      | Delhi     | Armstrong Whitworth Newcastle upon Tyne                                     | 23 août 1918      | juillet 1919      | 22 janvier 1948-vendu pour la ferraille |       |
| D93      | Dunedin   | Armstrong Whitworth Newcastle upon Tyne Hawthorn Leslie and CompanyTyneside | 19 novembre 1918  | 13 septembre 1919 | 24 novembre 1941-coulé par le U-124 |       |
| D99      | Durban    | Scotts Shipbuilding and Engineering Company Greenock                        | 29 mai 1919       | 1er novembre 1921 | 9 juin 1944-coulé pour brise-lames à Ouistreham |       |
| D30      | Despatch  | Fairfield Shipbuilding and Engineering Company Govan                        | 24 septembre 1919 | 2 juin 1922       | 5 avril 1946-vendu pour la ferraille |       |
| D92      | Diomede   | Vickers Barrow-in-Furness                                                   | 29 avril 1918     | octobre 1922      | 13 mai 1946-vendu pour la ferraille |       |